# District de Mahisagar
Le district de Mahisagar (gujarati : મહીસાગર જિલ્લો) est un district de l'état du Gujarat en Inde.

## Géographie
Le district a été créé le 26 janvier 2013 avec des parties du district de Kheda et du district de Panchmahal,.